# Parapamea
Parapamea là một chi bướm đêm thuộc họ Noctuidae.

## Loài
- Parapamea buffaloensis (Grote, 1877)